# فاسا استودیو
فاسا استودیو (انگلیسی: FASA Studio) شرکت بازی ویدئویی آمریکایی است، که در سال ۱۹۹۴ تأسیس شد.